# Шутенко, Сергей Александрович
Сергей Александрович Шуте́нко (15 декабря 1968, Киев) — украинский дипломат. Чрезвычайный и полномочный Посол Украины в Греции (2018—2023).  

## Биография
Родился 15 декабря 1968 года в Киеве. В 1993 году окончил Киевский инженерно-строительный институт, в 1996 — школу молодых дипломатов МИД Германии, а в 1999 — Академию последипломного образования ВМС США.  
- 1995–1999: Атташе, третий секретарь Управления контроля над вооружениями и разоружения МИД Украины;  
- 2000–2004: Второй, первый секретарь Миссии Украины при НАТО; секретарь Наблюдательного совета Дипломатической академии Украины;  
- 2004–2005: Заместитель директора, директор Департамента секретариата Министра иностранных дел Украины;  
- 2005–2006: Заместитель директора Департамента контроля над вооружениями и военно-технического сотрудничества МИД Украины;  
- 2006–2010: Генеральный консул Украины в Салониках (Греция);
- 2010–2014: Заместитель директора, директор Департамента персонала МИД Украины;  
- 2014–2015: Посол по вопросам нераспространения и контроля над вооружениями (Департамент международной безопасности МИД Украины); 
- 2015–2018: Директор Департамента международной безопасности МИД Украины. Участвовал в работе 71-й сессии Генеральной Ассамблеи ООН.  
Возглавлял делегации Украины:  
- На заседании Украинско-американской рабочей группы по нераспространению и экспортному контролю (2015, Вашингтон); 
- На встрече Конвенции о запрещении применения конкретных видов оружия; 
- На пленарном заседании Режима контроля за ракетными технологиями (2017).  
С сентября 2018 по 27 октября 2023 — Чрезвычайный и полномочный Посол Украины в Греческой Республике.  

## Дипломатический ранг
- Чрезвычайный и полномочный Посланник 1-го класса (08.2011).
- Чрезвычайный и полномочный Посол (05.2019).